# Шахматный бюллетень
Шахматный бюллетень — научно-методический и информационный шахматный журнал; орган Шахматной федерации СССР. Первый в мире журнал, рассчитанный на шахматистов высокой квалификации. Издавался ежемесячно с января 1955 по декабрь 1990 года редакцией журнала «Шахматы в СССР». В 1955—1962 главный редактор В. Рагозин, с 1962 — Ю. Авербах. Тираж в 1955—1956 1 тысяча экземпляров, в 1987 свыше 28 тысяч. Публиковал статьи, анализы, обзоры по теории дебютов, середины игры и окончаний, партии различных соревнований без примечаний для самостоятельного анализа (ежегодно свыше 2½ тысяч партий); избранные партии ведущих шахматистов прошлого и современности; партии исторических соревнований, в том числе матчей на первенство мира; материалы по истории советской шахматной организации; статьи по шахматной композиции, представляющие интерес для шахматистов-практиков (с 1982 — постоянная рубрика «Этюды для практиков»). Последователями «Шахматного бюллетеня» оказался ряд иностранных изданий — «Шахматный информатор», «Чесс плейер» и другие.